# Обратная транскриптаза

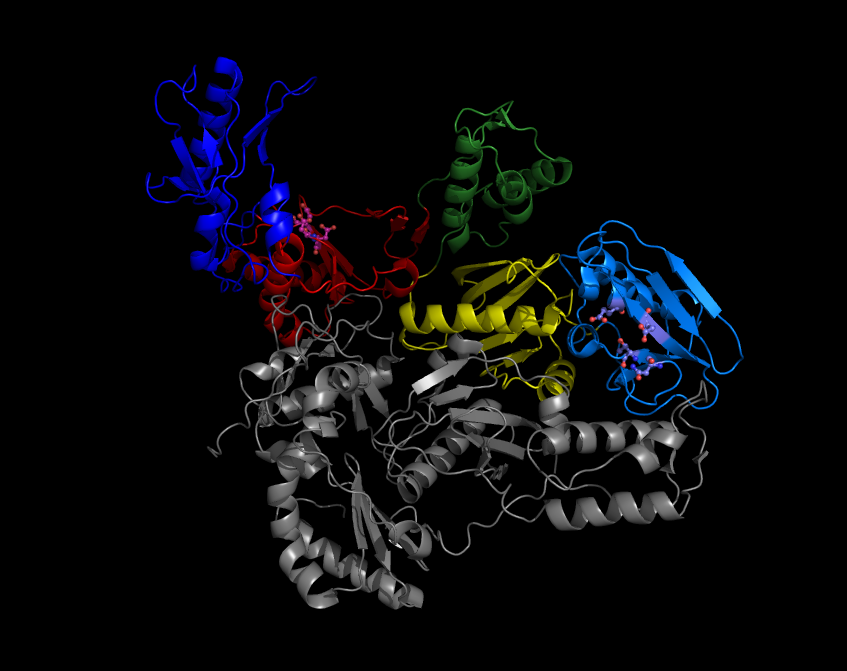
HIV-1 Обратная транскриптаза

Обратная транскриптаза (также известная как ревертаза или РНК-зависимая ДНК-полимераза) — фермент (КФ 2.7.7.49), осуществляющий синтез ДНК на матрице РНК в процессе, называемом обратной транскрипцией.
Называется так потому, что большинство процессов транскрипции в живых организмах происходит в другом направлении, а именно, с молекулы ДНК синтезируется РНК-транскрипт.

## История
Обратная транскриптаза была открыта С. М. Гершензоном в 1963 году, однако оно осталось незамеченным для большей части научного сообщества, и была снова независимо открыта Говардом Теминым в Университете Висконсин-Мэдисон, и независимо от него Дэвидом Балтимором в 1970 году в Массачусетском технологическом институте. Оба исследователя получили Нобелевскую премию в области физиологии и медицины в 1975 году совместно с Ренато Дульбекко.

## Точность транскрипции
Обратной транскрипции из РНК в ДНК сопутствует высокий уровень ошибок синтеза, это отличает обратную транскриптазу от других ДНК-полимераз. Эти ошибки могут приводить к мутациям, ответственным за лекарственную устойчивость вирусов.

## Значение для вирусов
Обратная транскрипция необходима, в частности, для осуществления жизненного цикла ретровирусов, например, вирусов иммунодефицита человека и T-клеточной лимфомы человека типов 1 и 2. После попадания вирусной РНК в клетку обратная транскриптаза, содержащаяся в вирусных частицах, синтезирует комплементарную ей ДНК, а затем на этой цепи ДНК, как на матрице, достраивает вторую цепь.

## Значение для эукариот
Ретротранспозоны эукариот кодируют обратную транскриптазу, которая используется ими для встраивания в геном хозяина подобно тому, как это происходит у вирусов. Обратной транскриптазой является также теломераза.

## Применение

### Антиретровирусная терапия
Так как ретровирусы, такие как вирус иммунодефицита человека, используют обратную транскриптазу для копирования своего генетического материала при размножении, были разработаны специальные лекарства прерывающие обратную транскрипцию, и таким образом останавливающие распространение вируса. Эти лекарства известны под общим названием ингибиторы обратной транскриптазы.

### Роль в генетической инженерии
В генетической инженерии обратную транскриптазу используют для получения кДНК — копии эукариотического гена, не содержащей интронов. Для этого из организма выделяют зрелую мРНК (кодирующую соответствующий генный продукт: белок, РНК) и проводят с ней в качестве матрицы обратную транскрипцию. Полученную кДНК можно трансформировать в клетки бактерий для получения трансгенного продукта.